# Ялосарь
Ялосарь — деревня в Вытегорском районе Вологодской области.
Входит в состав Девятинского сельского поселения, с точки зрения административно-территориального деления — в Девятинский сельсовет.
Расположена на берегу Новинского водохранилища, на трассе А119. Расстояние по автодороге до районного центра Вытегры — 20 км, до центра муниципального образования села Девятины — 3 км. Ближайшие населённые пункты — Алексеевское, Девятины, Новинки.
По переписи 2002 года население — 172 человека (84 мужчины, 88 женщин). Преобладающая национальность — русские (97 %).
Деревня Ялосарь стоит на правом берегу реки Вытегры, ниже по течению от села Девятины. Оба компонента в данном топониме легко находят объяснения из вепсского языка: еlо - "жизнь; добро, имущество", da - "житель, жилец", a sar - "остров в реке или озере" или "отдельно стоящий хвойный лес". Так как с конкретным островом на реке Вытегре название деревни связать не удалось, предпочтение следует отдать второму значению вепсского слова sar. "Ялосарь" в переводе означает "жилой (обжитой) лес"